# جون سو مین
جون سو مین (کره‌ای: 전소민؛ زادهٔ ۷ آوریل ۱۹۸۶) بازیگر، مدل، نویسنده و انترتینر اهل کره جنوبی است.
از فیلم‌ها یا مجموعه‌های تلویزیونی که وی در آنها ایفای نقش داشته‌است می‌توان به سیندرلا و مرد دونده اشاره کرد.